# Liste des espèces de requin

529 espèces de requins répertoriés en 2014, répartis en huit ordres.

Cette liste (non exhaustive) répertorie les espèces de requins par leur nom scientifique.
Vous pouvez consulter également la liste des noms vernaculaires.
A
- Alopias pelagicus : Requin-renard pélagique
- Alopias superciliosus : Requin-renard à gros yeux
- Alopias vulpinus : Requin-renard commun

B
- Brachaelurus waddi : Requin aveugle des roches.

C
- Carcharhinus acronotus : Requin nez noir
- Carcharhinus albimarginatus : Requin à pointes blanches
- Carcharhinus altimus : Requin babosse
- Carcharhinus amblyrhynchoides : Requin gracile, Requin blanc
- Carcharhinus amblyrhynchos : Requin gris, Requin dagsit, Requin à queue noire, Requin bar
- Carcharhinus amboinensis : Requin balestrine
- Carcharhinus borneensis : Requin-tigre houareau
- Carcharhinus brachyurus : Requin cuivre
- Carcharhinus brevipinna : Requin nene pointe ; Requin tisserand
- Carcharhinus cautus : Requin nerveux
- Carcharhinus dussumieri : Requin à joues blanches
- Carcharhinus falciformis : Requin soyeux
- Carcharhinus fitzroyensis : Requin baleinier
- Carcharhinus galapagensis : Requin des Galápagos
- Carcharhinus hemiodon : Requin-baliai
- Carcharhinus isodon : Requin à petites dents
- Carcharhinus leucas : Requin bouledogue, Requin chasseur, Requin du Zambèze
- Carcharhinus limbatus : Requin bordé, Requin à nageoires noires, Requin demoiselle, Requin néné pointe, Requin blanc
- Carcharhinus longimanus : Requin longimane, Requin pointe blanche du large, Requin océanique
- Carcharhinus macloti : Requin à nez rude
- Carcharhinus melanopterus : Requin à pointes noires, Requin noir
- Carcharhinus obscurus : Requin de sable, Requin obscur, Requin sombre
- Carcharhinus perezi : Requin de récif
- Carcharhinus plumbeus : Requin gris, Requin d'estuaire, Requin de récif
- Carcharhinus sealei : Requin à taches noires
- Carcharhinus signatus : Requin de nuit
- Carcharhinus sorrah : Requin à queue tachetée, Requin tacheté
- Carcharias taurus : Requin-taureau, Requin des sables
- Carcharias tricuspidatus : Requin brisant, Requin-taureau bambak
- Carcharodon carcharias : Grand requin blanc, Requin blanc
- Centrophorus granulosus : Requin chagrin
- Cetorhinus maximus : Requin pèlerin
- Chiloscyllium arabicum : Requin-chabot camot
- Chiloscyllium caerulopunctatum : Requin-chabot à taches bleues
- Chiloscyllium griseum : Requin-chabot gris
- Chiloscyllium indicum : Requin-chabot élégant
- Chiloscyllium plagiosum : Requin-chabot taches blanches
- Chiloscyllium punctatum : Requin-chabot bambou
- Chlamydoselachus anguineus : Requin-lézard
- Cirrhoscyllium expolitum : Requin-carpette à moustache
- Cirrhoscyllium formosanum : Requin-carpette chien
- Cirrhoscyllium japonicum : Requin-carpette chat
- Ctenacis fehlmanni : Requin-chat arlequin

D
- Dalatias licha : Requin Liche

E
- Eridacnis barbouri : Requin-chat cubain
- Eridacnis radcliffei : Requin-chat pygmée
- Eridacnis sinuans : Requin-chat à rubans
- Etmopterus spinax : Sagre commun
- Euprotomicrus bispinatus : Requin pygmée
- Eusphyra blochii : Requin-marteau planeur

G
- Galeocerdo cuvieri : Requin tigre, Requin tigre commun, Requin demoiselle
- Galeorhinus galeus : Requin-hâ, Cagnot
- Ginglymostoma cirratum : Requin dormeur, Requin nourrice
- Glyphis gangeticus : Requin du Gange
- Glyphis glyphis : Requin lancette
- Gogolia filewoodi : Requin-hâ voile
- Gollum attenuatus : Requin-chat golloum

H
- Hemiscyllium freycineti : Requin-chabot grivelé
- Hemiscyllium hallstromi : Requin-chabot épaulette
- Hemiscyllium ocellatum : Requin-chabot ocellé
- Hemiscyllium strahani : Requin-chabot moine
- Hemiscyllium trispeculare : Requin-chabot marquéterie
- Hemitriakis japanica : Requin-hâ dochizame
- Hemitriakis leucoperiptera : Requin-hâ aile blanche
- Heptranchias perlo : Requin perlon, Requin griset
- Heterodontus francisci : Requin dormeur cornu.
- Heterodontus galeatus : Requin dormeur à crête
- Heterodontus japonicus : Requin dormeur nekozame
- Heterodontus mexicanus : Requin dormeur buffle, Requin dormeur mexicain
- Heterodontus portusjacksoni : Requin dormeur taureau
- Heterodontus quoyi : Requin dormeur bouledogue
- Heterodontus ramalheira : Requin dormeur chabot
- Heterodontus zebra : Requin dormeur zèbre
- Heteroscyllium colcloughi : Requin aveugle gris-bleu
- Heteroscymnoides marleyi : Squale mignon
- Hexanchus griseus : Requin griset
- Hexanchus nakamurai : Requin-vache
- Hypogaleus hyugaensis : Requin-hâ élégant

I
- Iago garricki : Requin-hâ long nez
- Iago omanensis : Requin-hâ à gros yeux
- Isogomphodon oxyrhynchus : Requin bécune
- Isurus oxyrinchus : Requin mako, Requin-taupe bleu, Requin maquereau
- Isurus paucus : Petit requin taupe
- Isistius brasiliensis : Squalelet féroce
- Isistius plutodus : Squalelet dentu

L
- Lamiopsis temminckii : Requin grandes ailes
- Lamna ditropis : Requin saumon, Requin-taupe du Pacifique, Requin long-nez
- Lamna nasus : Requin-taupe commun
- Loxodon macrorhinus : Requin bondeur, Requin sagrin

M
- Megachasma pelagios : Requin grande gueule
- Mollisquama parini : Squale à peau douce
- Mitsukurina owstoni : Requin-lutin

N
- Nasolamia velox : Requin nez blanc
- Nebrius ferrugineus : Requin dormeur fauve, Requin nourrice
- Negaprion acutidens : Requin limon-faucille, Requin citron
- Negaprion brevirostris : Requin citron
- Notorynchus cepedianus : Requin malais, Requin plat-nez

O
- Odontaspis ferox : Requin féroce
- Odontaspis noronhai : Requin noronhai
- Orectolobus dasypogon : Requin tapis barbu
- Orectolobus japonicus : Requin-tapis moustache
- Orectolobus maculatus : Requin-tapis tacheté
- Orectolobus ornatus : Requin-tapis paste
- Orectolobus wardi : Requin-tapis savetier

P
- Parascyllium collare : Requin-carpette à collerette
- Parascyllium ferrugineum : Requin carpette roux
- Parascyllium variolatum : Requin-carpette à collier
- Pliotrema warreni : Requin scie flutian
- Prionace glauca : Requin bleu, Requin peau bleue, Requin squale, Requin tchi
- Pristiophorus cirratus : Requin scie à long nez
- Pristiophorus japonicus : Requin scie du Japon, Requin scie à nez court
- Pristiophorus nudipinnis : Requin scie à nez court
- Pristiophorus schroederi : Requin scie d'Amérique, Requin-scie des Bahamas
- Procarcharodon megalodon : Megalodon (espèce éteinte).
- Proscyllium habereri : Requin-chat gracile
- Pseudocarcharias kamoharai : Requin-crocodile
- Pseudoginglymostoma brevicaudatum : Requin nourrice à queue courte
- Pseudotriakis microdon : Requin à longue dorsale

R
- Rhincodon typus : Requin-baleine
- Rhizoprionodon acutus : Requin à museau pointu, Requin à nez pointu
- Rhizoprionodon lalandii : Requin aiguille brésilien
- Rhizoprionodon longurio : Requin bironche
- Rhizoprionodon oligolinx : Requin aiguille gris
- Rhizoprionodon porosus : Requin aiguille antillais
- Rhizoprionodon taylori : Requin aiguille réchine
- Rhizoprionodon terraenovae : Requin à nez pointu, Requin aiguille gussi

S
- Scoliodon laticaudus : Requin-épée
- Scyliorhinus canicula : Petite roussette
- Somniosus microcephalus : Requin du Groenland
- Somniosus pacificus : Requin dormeur du Pacifique, Laimargue dormeur
- Sphyrna corona : Requin-marteau cornu
- Sphyrna couardi : Requin-marteau aile blanche
- Sphyrna lewini : Requin-marteau halicorne
- Sphyrna media : Requin-marteau écope
- Sphyrna mokarran : Grand requin marteau
- Sphyrna tiburo : Requin-marteau tiburo
- Sphyrna tudes : Requin-marteau à petits yeux
- Sphyrna zygaena : Requin-marteau lisse
- Squaliolus laticaudus : Requin nain
- Squalus megalops : Requin aiguillat, Requin trois piquants
- Stegostoma fasciatum : Requin-zèbre, Requin léopard
- Sutorectus tentaculatus : Requin-tapis cordonnier

T
- Triaenodon obesus : Requin corail, Requin à pointes blanches, Requin endormi